# Шенвизе

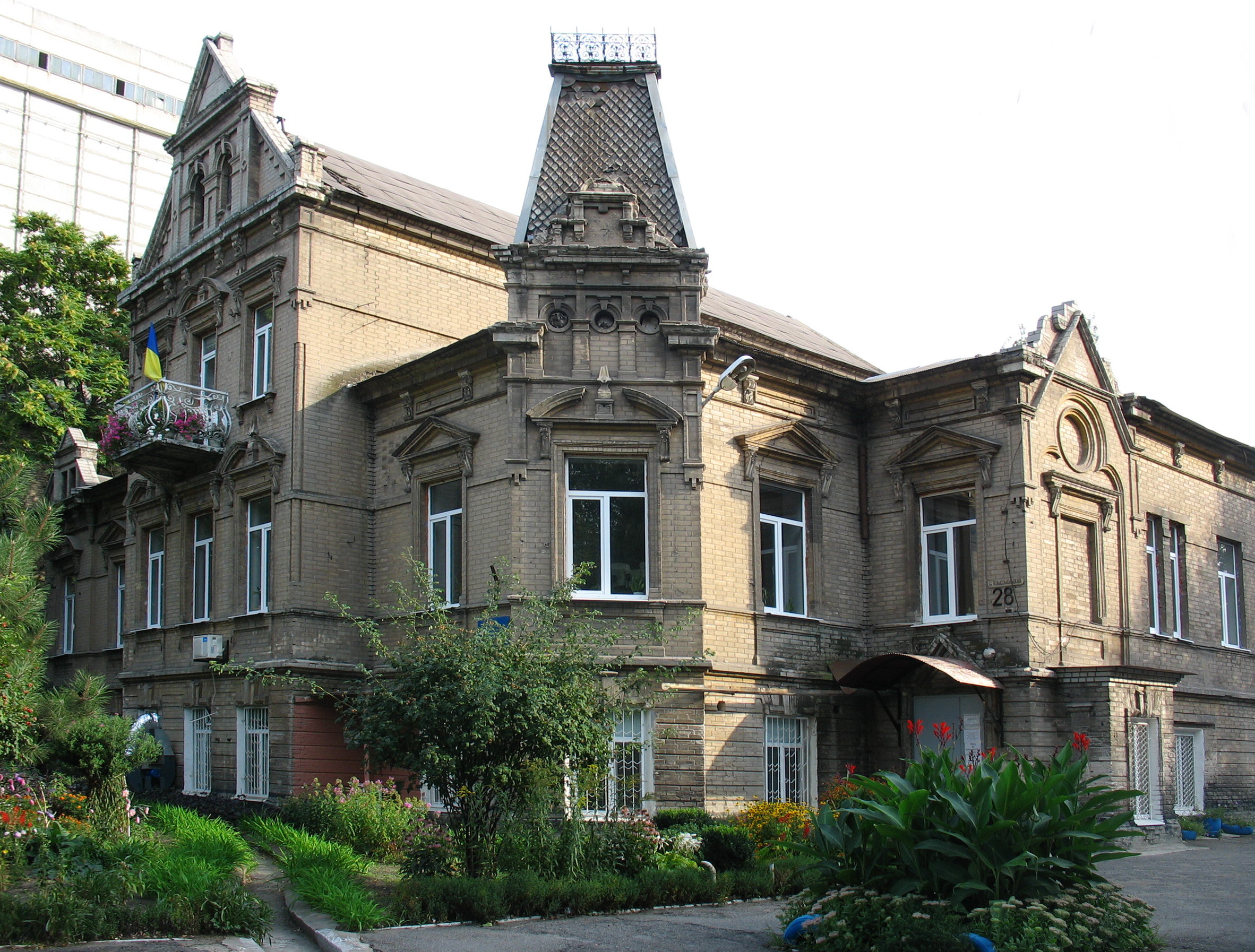
Особняк Абрагама Коопа

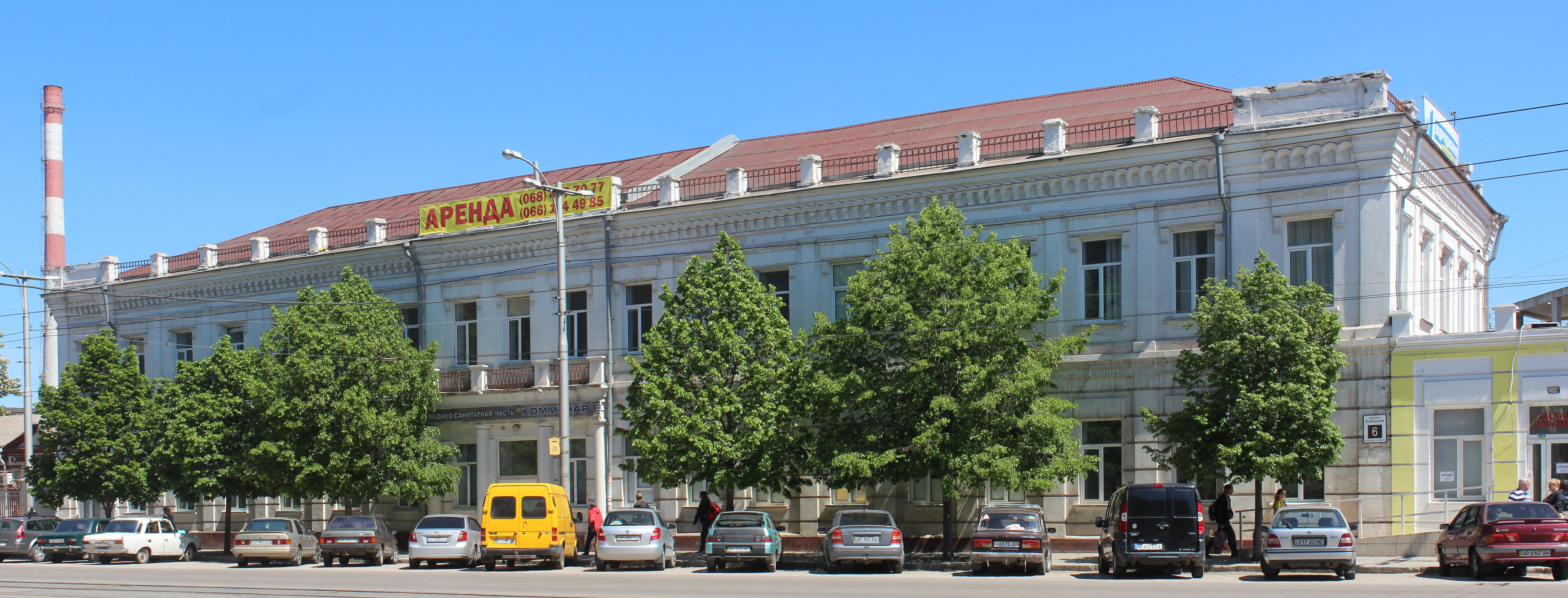
Медико-санитарная часть АвтоЗАЗ.
В прошлом — доходный дом Д. Минаева

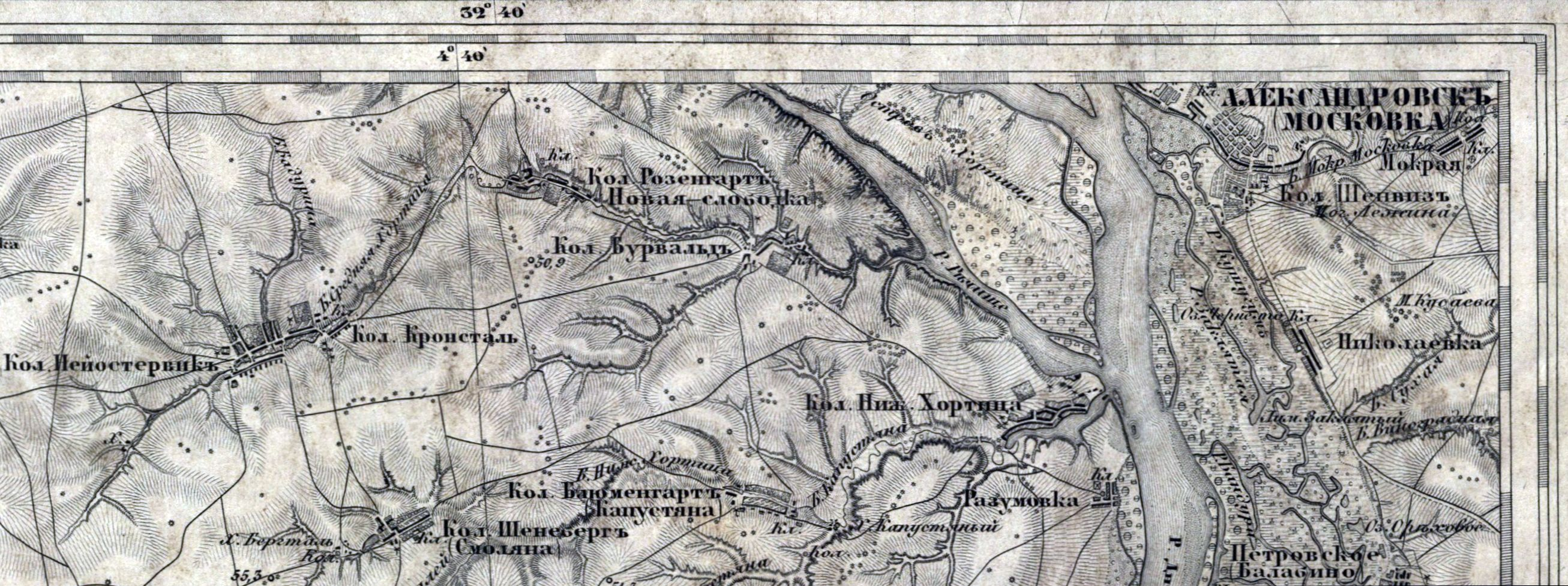
Меннонитские колонии на
Военно-топографической карте

Шенвизе (от нем. Schönwiese — «красивый луг») — одна из колоний меннонитов, иммигрировавших в Российскую империю. С 1911 — часть города Александровска (Запорожье). Основана в 1795 году и названа по одноимённому селу в Западной Пруссии. Основателями колонии были 17 семейств, прибывших во второй волне переселенцев и относящихся к фризской ветви меннонитов.

## Административно-территориальное отношение
В ранних документах колония также наименовалась «Добрые Луга».
В начале XIX в. Шенвизе административно относилось к Павлоградскому уезду (с 1806 — Александровскому). Колония была в составе Петровско-Строгановской волости Александровского уезда.
В первой половине XIX в. Хортицкой колонией называли группу из 16 поселений на территории Екатеринославского уезда Екатеринославской губернии, однако Шенвизе и Кронсгартен в документах выделяли отдельно. Самими меннонитами Шенвизе и Кронсгартен относились к Старой (Хортицкой) колонии. Считается, что такое отделение произошло потому, что в этих двух колониях были поселены фризы, тогда как в других поселениях — фламандцы.
После реформы 1871 г. Шенвизе не вошло в состав Хортицкой волости.
12 июля 1911 Положением Совета министров Шенвизе было включено в состав Александровска. Вместе с Шенвизе были включены в Александровск посёлки Новые Планы, Алексеевка, Ново-Николаевка, Ново-Александровка, Канкриновка, Поповка и Николаевка. Проект присоединения колонии разрабатывался в городской управе Александровска ещё с 1905 года. Причинами включения колонии в черту города были следующие:
- экономическая — возможность поступления в городскую казну новых денежных средств (городские налоги) и включение в состав города значительного промышленного поселения;
- административная — присоединение колонии вело к увеличению площади города и рост количества его населения искусственным путем (223 дес. 1137 кв. саженей и 1110 чел.)
- инфраструктурная — на территории поселения находилась станция Александровск железной дороги Курск-Харьков-Севастопольской и почтовый (чумацкий) тракт в направлении Севастополя[7][12]

В 1914 году от колонии Шенвизе было передано 120 тысяч рублей на нужды российского фронта, что опровергало стереотип, что колонисты поддерживали Германию.
После появления так называемых «ликвидационных законов» Шенвизское общество продало городу оставленные земли подворного владения (1236 дес. 200 кв. саженей).
В начале Гражданской войны в Шенвизе размещался штаб седьмой стрелковой дивизии четырнадцатой армии Южного фронта РККА, а в здании школы — отдельный инженерный батальон этой дивизии. В сентябре 1920 года в Шенвизе располагался 4-й гаубичный дивизион Марковской дивизии белогвардейцев.
Граница между севером колонии Шенвизе и городом Александровском проходила по Шенвизскому мосту через реку Мокрую Московку (возле современного автовокзала).

## Промышленность и коммерция
Производство
В Шенвизе располагались такие филиалы заводов из колонии Розенталь-Хортица:
| Название | Год основания | Объём производства на 1897 год, тыс. руб. | Объём производства на 1900 год, тыс. руб. | Объём производства на 1902 год, тыс. руб. | Объём производства на 1905 год, тыс. руб. | Объём производства на 1912 год, тыс. руб. |
| --- | ------------- | ----------------------------------------- | ----------------------------------------- | ----------------------------------------- | ----------------------------------------- | ----------------------------------------- |
| фабрика сельскохозяйственных машин «Лепп и Вальман»                                                                            | 1887          | 177,3                                     | 220                                       | 220                                       |                                           | 498,3                                     |
| завод земледельческих орудий А. Коппа Производил 4 тыс. жаток и насчитывал 270 работников (1905)                               | 1888          | 135                                       | 150                                       | 205                                       |                                           | 558                                       |
| завод земледельческих орудий торгового дома «Сыновья К. Гильдебрандта и Прис» Производил 1,2 тыс. жаток и 2 тыс. плугов (1905) | 1878          | 50                                        | 80                                        | 100                                       | 70                                        | 156,2                                     |

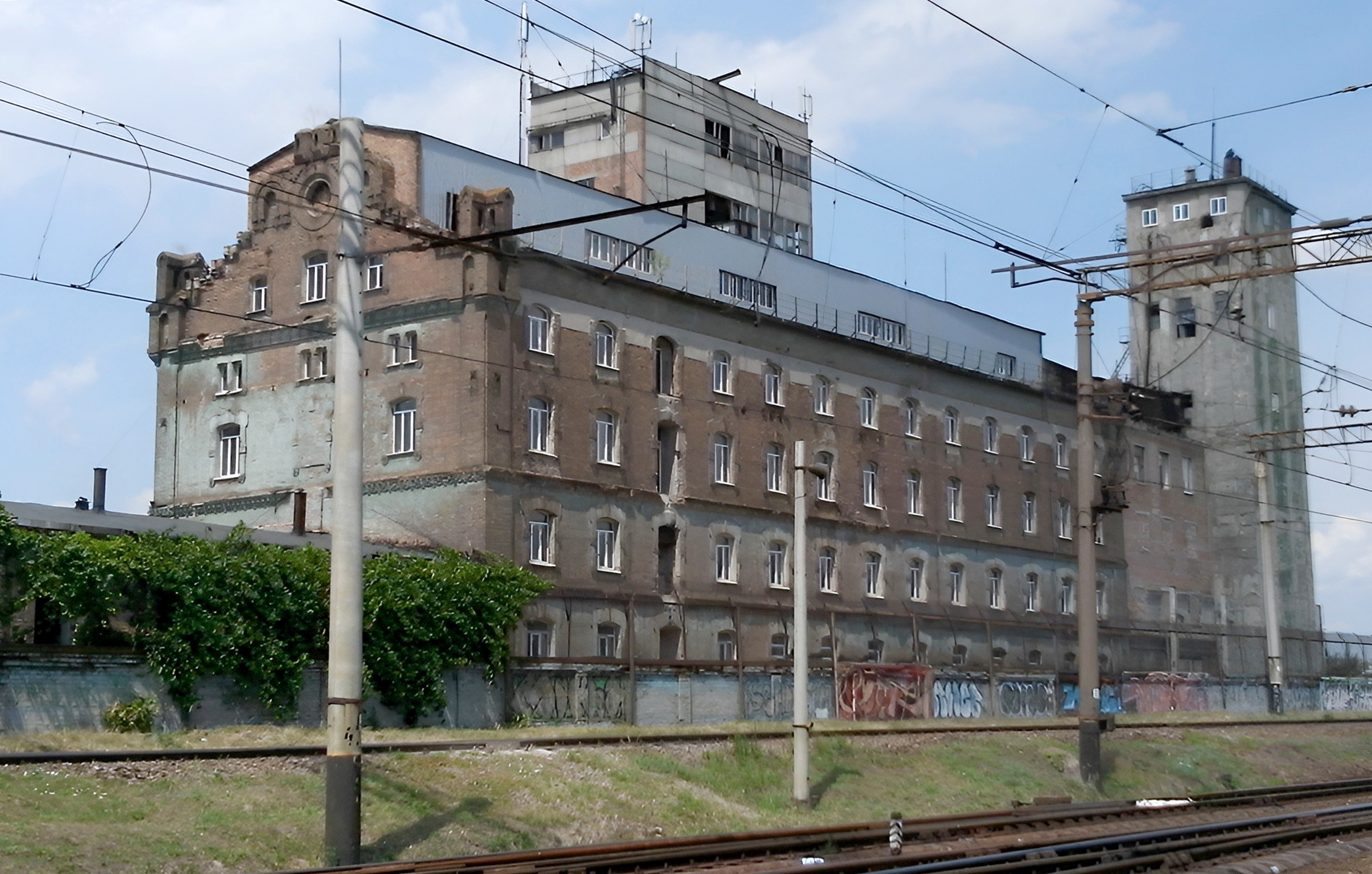
Мельничный комплекс Г. А. Нибура

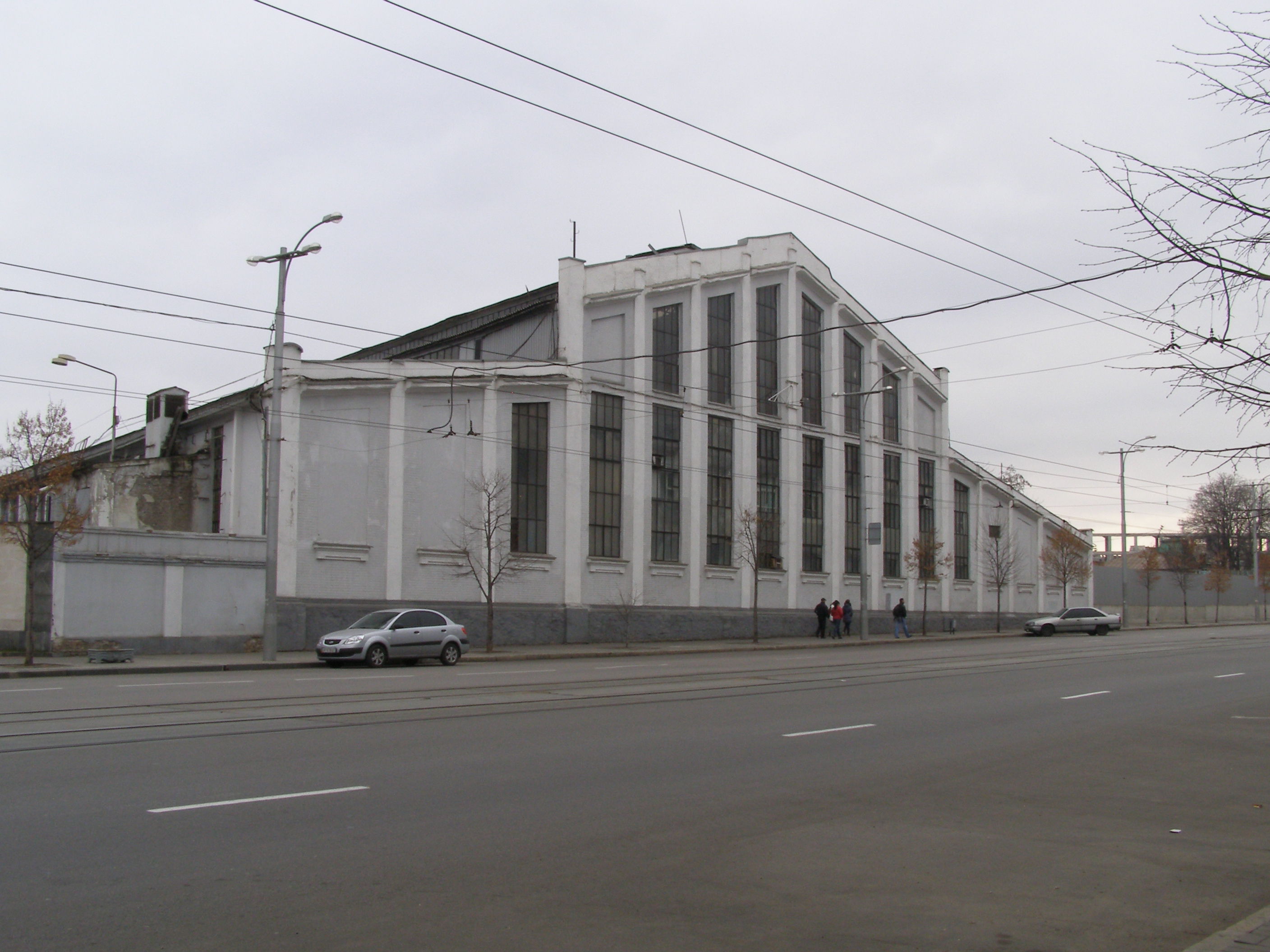
Цех АвтоЗАЗ

В 1907 году в Шенвизе был открыт завод ковкого чугуна Коппа и Гелькера, объём производства которого составлял 92,6 тыс. руб. (1912).
В Шенвизе располагались паровая вальцевая мельница Я. И. Бадовского, мельница И. П. Шипанского и четыре паровых вальцевых мельницы товарищества «Г. А. Нибур и Ко» (основаны соответственно в 1886, 1894, 1895). В 1893 году, под впечатлением от увиденной во время путешествия по Америке крупнейшей в мире мельницы в Миннеаполисе, Г. А. Нибуром была построена пятиэтажная паровая мельница высокого помола (ул. Сергея Серикова, 30). Мукомольное производство Нибура тогда стало самым мощным на Юге России.
Производительность мельниц Нибура составляла:
| Название     | Производительность, тыс. пудов в год (1909) | Объём производства, тыс. руб. (1912) | Персонал (1912) |
| ------------ | ------------------------------------------- | ------------------------------------ | --------------- |
| Мельница № 1 | 120                                         | 129,7                                | 4               |
| Мельница № 2 | 150                                         | 253,0                                | 11              |
| Мельница № 3 | 150                                         | 248,1                                | 14              |
| Мельница № 4 | 1000                                        | 787,0                                | 20              |

Г. Г. Янцену принадлежал пиво-медоварный завод с персоналом около 20 человек и разливом около 40 тыс. вёдер в год (66 тыс. вёдер в 1913). Годовое производство составляло 65 тыс. руб. (1914). На заводе разливалось венское игристое вино и такие сорта пива: венское, пильзенское, портер, бок-бир.
Торговля
Следующие предприниматели торговали в Шенвизе земледельческими машинами и орудиями: Альсоп Е. Р., Гильденбранд и Прис, Гюберт К. К., Классен А. А., Копп А. (торговый дом «А. Кооп и А. Гелькер», 1907), Я. Лепп и Вальман. Были лавки А. П. Ключевой, М. И. Янцена (скобяная).
В Шенвизе находилась гостиница «Европа», гостиница А. Ф. Герцена.

## Училище
В начале XIX века в Шенвизе было образовано учебное заведение. Старое здание меннонитского училища находилось с южной стороны ул. Дачной (Комсомольская) в доме № 19. В начале XX века рядом было возведено новое здание училища по адресу Дачная, 17. Эти здания не сохранились, сейчас это территория автомобилестроительного завода. По состоянию на 1916 г. в училище было 3 учителя и 105 учеников (49 мальчиков и 56 девочек) В декабре 1920 г. учебное заведение преобразовано в трудовую школу № 24 им. Карла Либкнехта, которая вскоре получила номер 11.

## Церковь
Николаевская церковь в Шенвизе была освящена 15 (22) мая 1893 года и располагалась напротив станции «Александровск» Южной железной дороги (ныне трамвайное кольцо перед вокзалом «Запорожье-1»). Главные ворота храма украшала надпись «В память 17 октября 1888 года», когда произошло крушение императорского поезда. Поскольку среди погибших не оказалось ни царя Александра III, ни членов его семьи, то церковь объявила это событие чудесным спасением.
Отправной точкой к созданию Николаевского храма был заказ иконы Христа Спасителя в 1889 году на собранные пожертвования. Её установили в станционном зале III класса станции «Александровск» Южной железной дороги. С 1889 года начался сбор денег на строительство храма, место для постройки которого было подарено в 1891 году двумя семьями меннонитов Шенвизе. В 1892 году началось строительство. По инициативе жителей железнодорожных посёлков был введён специальный налог на землю, занимаемую каждой усадьбой. Сперва по 10 копеек за сажень, потом ещё по 40 копеек, далее по 30 копеек, и, наконец, ещё по 1 руб. 40 копеек. Соседние деревни — Николаевка, Балабино, Мокрая, Степная, Натальевка, оказали помощь, натурой: доставляли на подводах камень, кирпич, песок, известь и другие материалы. Таким образом, благодаря активной поддержке жителей железнодорожных посёлков и ближайших деревень, был построен храм во имя святителя и чудотворца Николая. Построенный храм был тесен, непривлекателен и уже в первые годы своего существования требовал постоянного ремонта. Необходимость в большом, вместительном храме заставила церковное попечительство Николаевского прихода составить проект нового храма. Этот проект был утверждён 5 августа 1905 года строительным отделением Екатеринославского Губернского Правления. 26 сентября 1905 года состоялась торжественная закладка и освящение строительства нового храма во имя Святителя и Чудотворца Николая. В 1930 году по генеральному плану реконструкции города для прокладки трамвайной линии к вокзалу Запорожье-I церковь разрушили, а в 1932 году всё сравняли с землей.

## Шенвизский мост

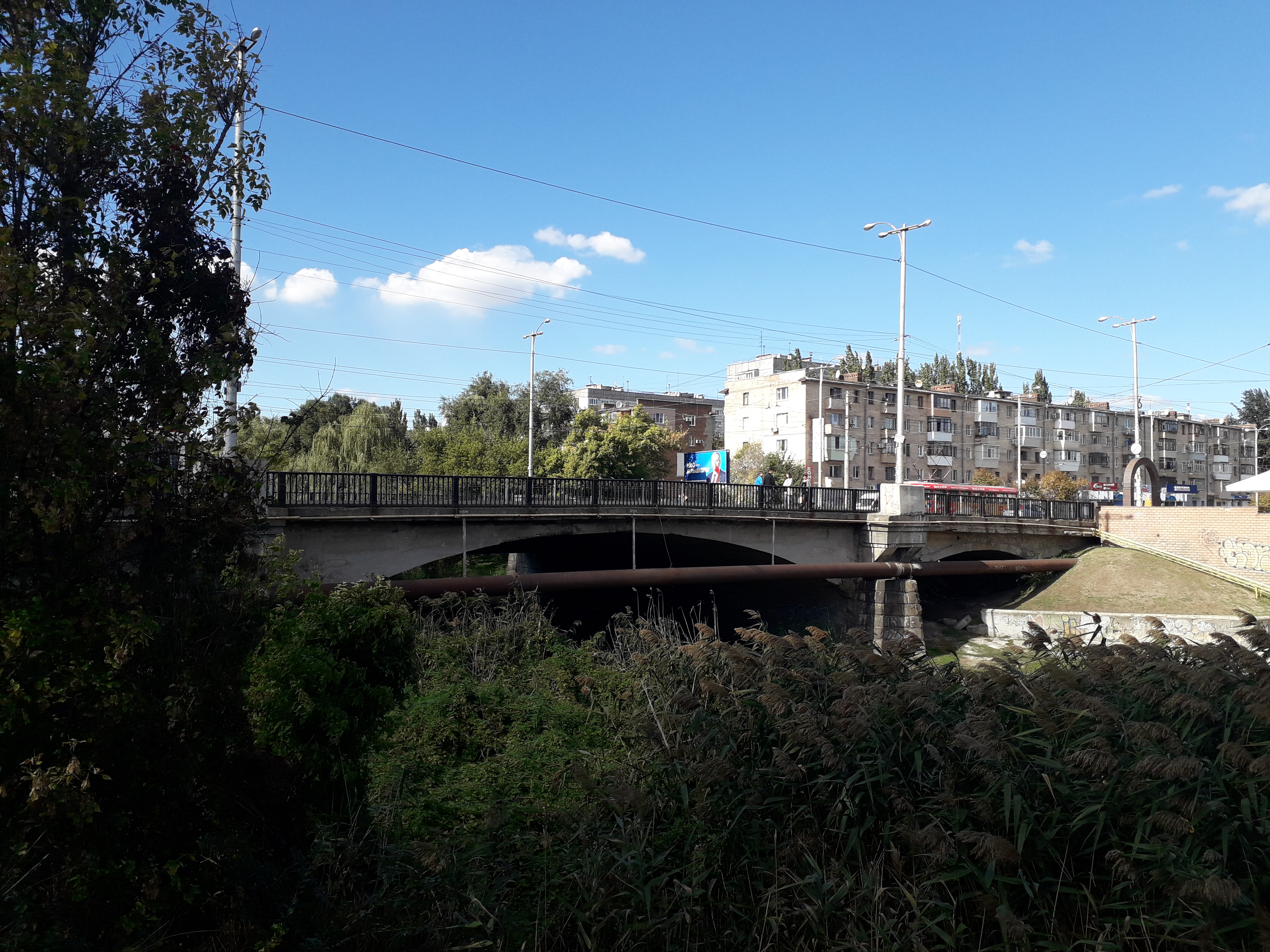
Шенвизский мост, 2018

Для связи Александровска с колонией Шенвизе через реку Мокрую Московку был построен был проложен пешеходный деревянный мост с дощатым настилом. Однако он не мог удовлетворить возрастающих нужд колонии и в 1884—1885 гг. земством был построен капитальный мост. Он обеспечивал двустороннее движение для гужевого транспорта и имел пешеходные тротуары. Мост был сделан из ажурных металлических конструкций и имел четыре пролёта по 10 метров каждый. Общая длина моста составляла 40 метров. Высота при максимальном разливе реки от поверхности воды до низа ферм была не боле 2-х метров. Когда паводок спадал, то высота увеличивалась до 4-х метров. С появлением в городе автотранспорта и необходимости перевоза тяжёлых грузов появилась надобность в новом мосте. В 1913 г. местные заводчики построили новый мост из армированного монолитного железобетона, также с двусторонним движением, проезжая часть была вымощена булыжником, с тротуарами для пешеходов. Мост имел 3 железобетонные опоры и опоры из железобетонных балок. Его длина составляла 40 метров, ширина — 10 метров. Высота сохранилась прежней — на уровне проезжей части шоссе. В связи с усилившимся движением и нагрузкой, в период укладки рельс при прокладке трамвайного пути в 1930 г. была произведена реконструкция моста и усиление некоторых элементов. В 1943 г. с началом штурма города, немецкие войска заминировали мост. Утром 14 октября к мосту подошёл танковый взвод лейтенанта Яценко, и мост был разминирован. В 1952 году вплотную со старым железобетонным мостом был выстроен новый железобетонный трёхарочный мост — его длина моста сохранилась прежняя — 40 м, а ширина стала 20 м. В 1964 году была проведена незначительная реконструкция и отделка моста, упорядочена планировка прилегающей к нему территории. Трест «Запорожжелезобетон» изготовил новые плиты покрытий переходных площадок и элементы сборных лестниц. Были сделаны спуски от моста к берегу реки Московки, берега реки облицевали плитами.

## Галерея

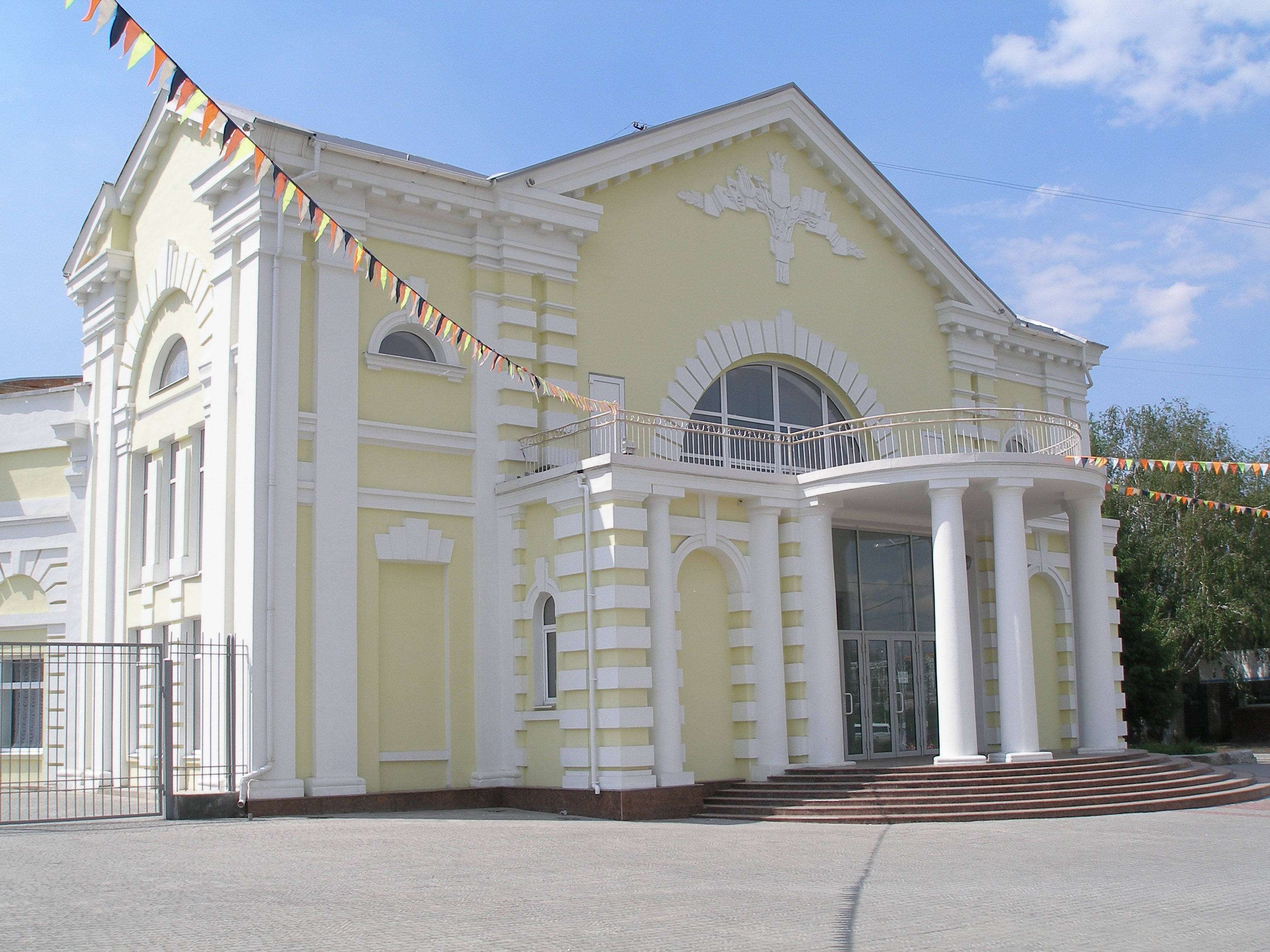
Дом культуры АвтоЗАЗ
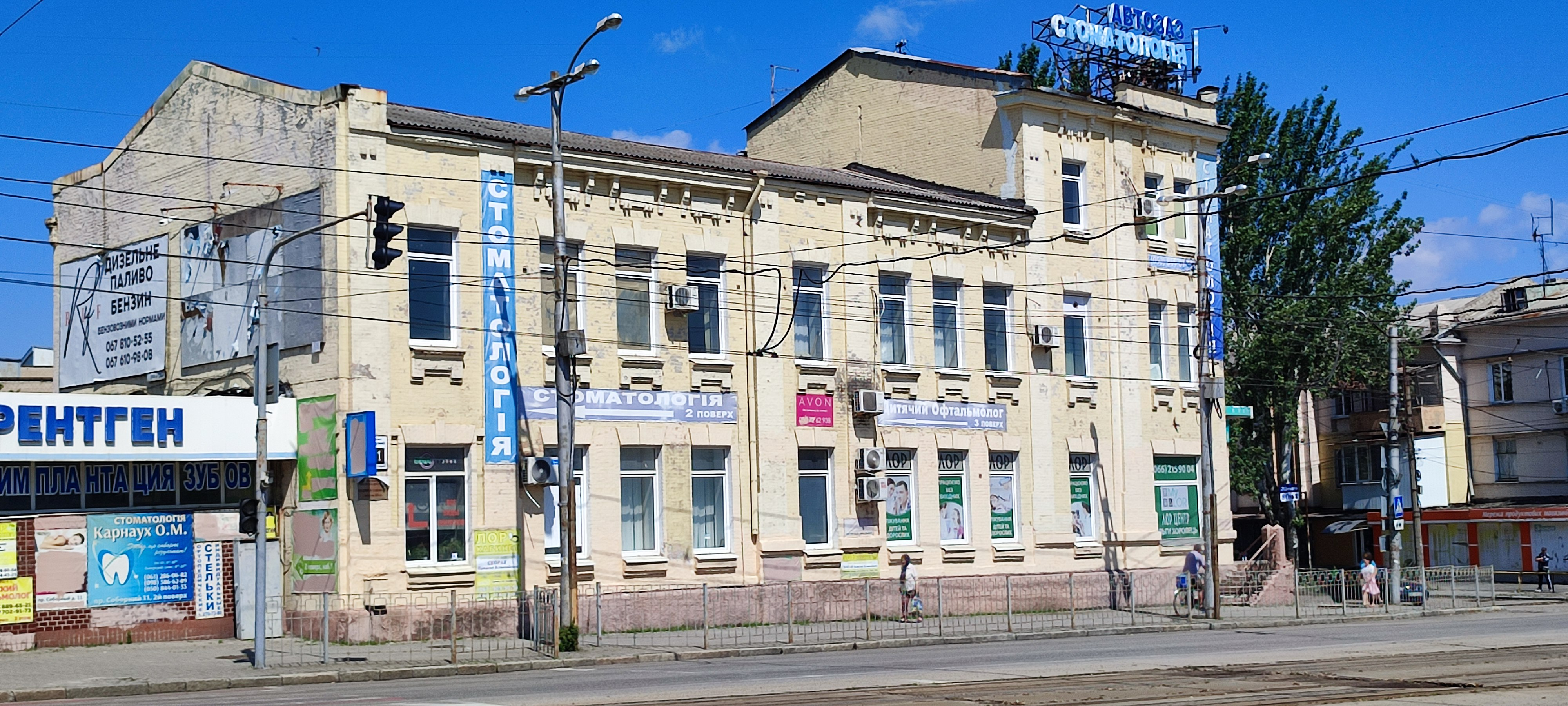
Доходный дом К. Гюберта и аптека Тавониуса
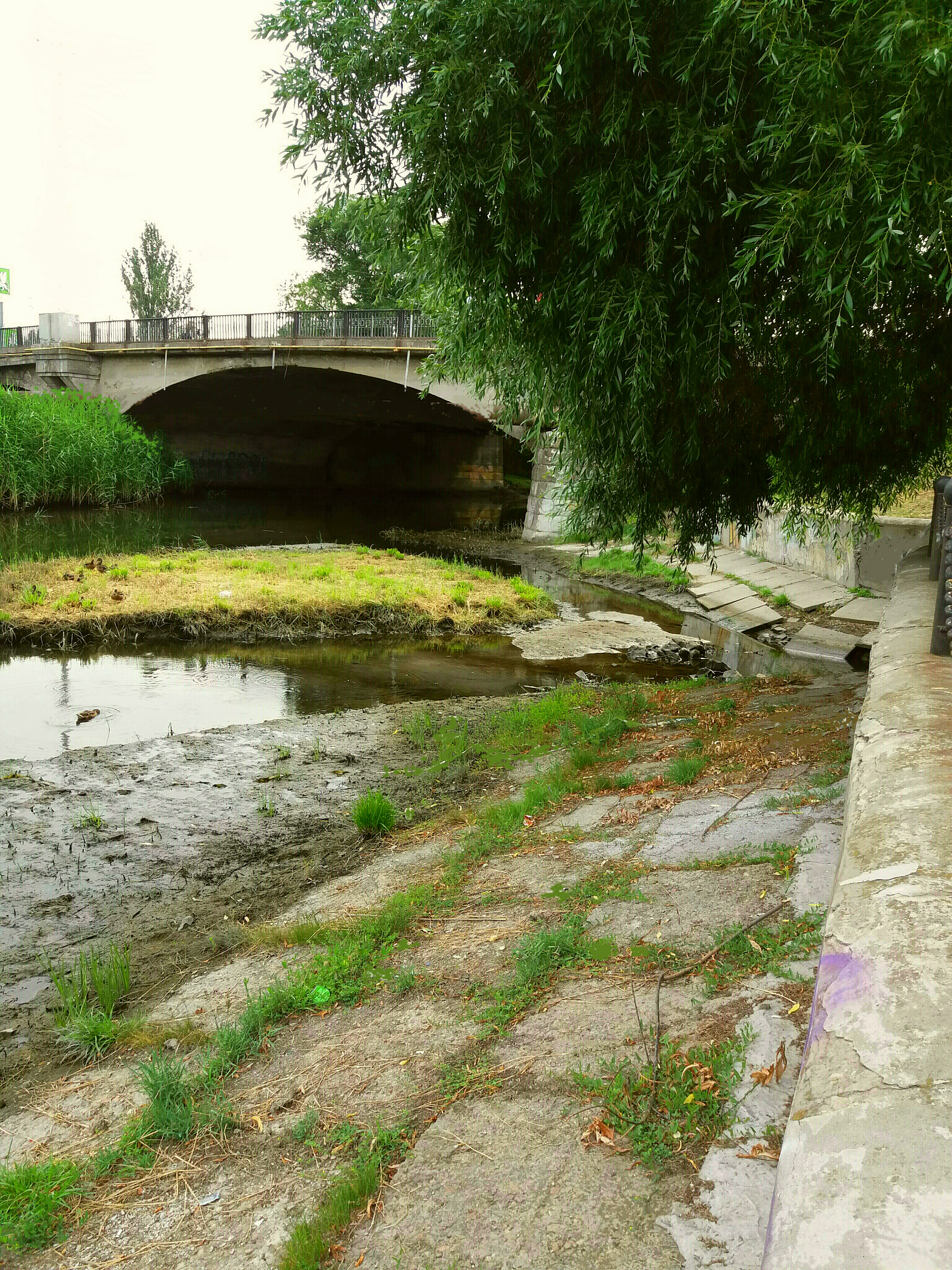
Шенвизский мост
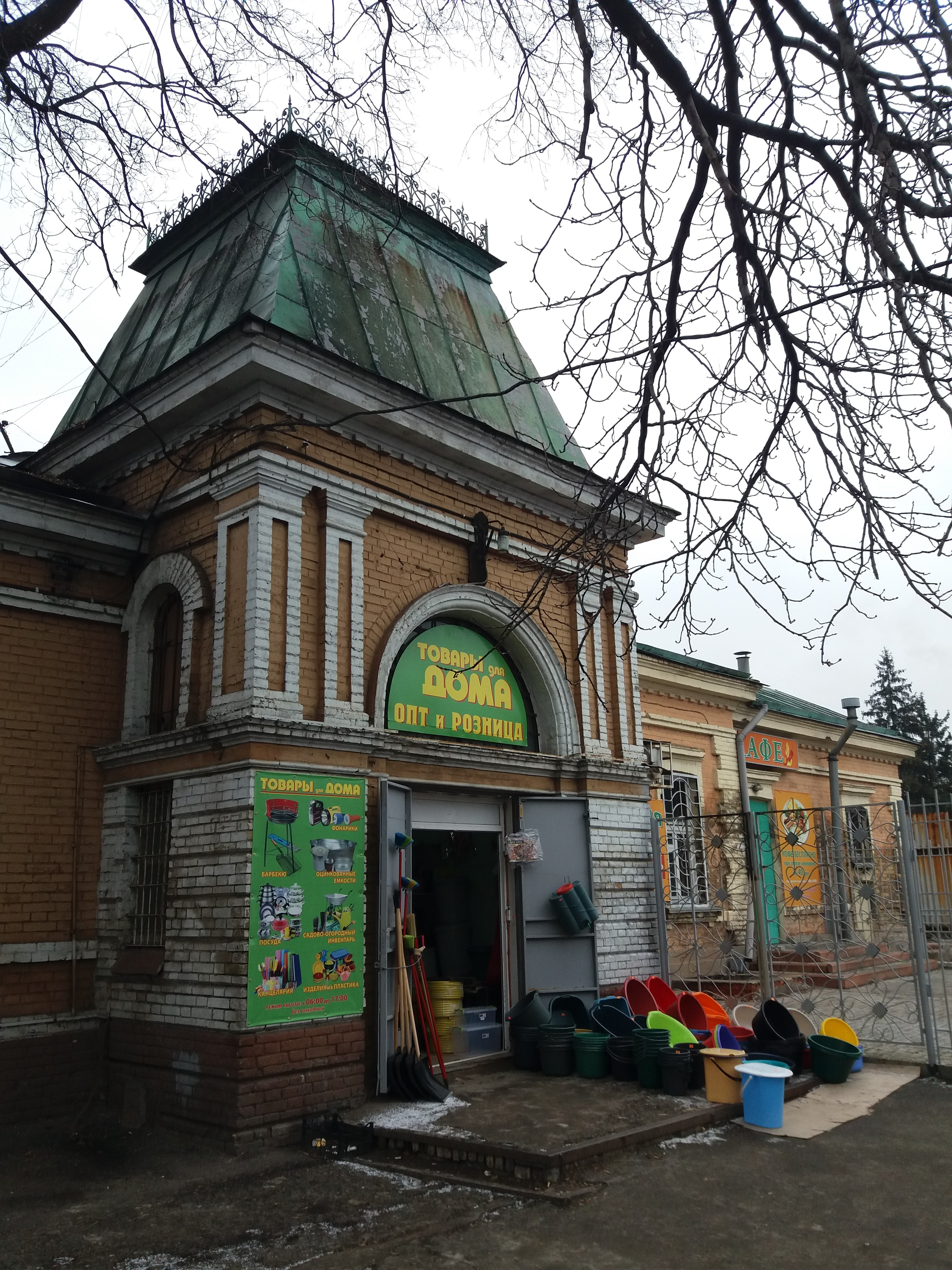
Особняк А. Леппа
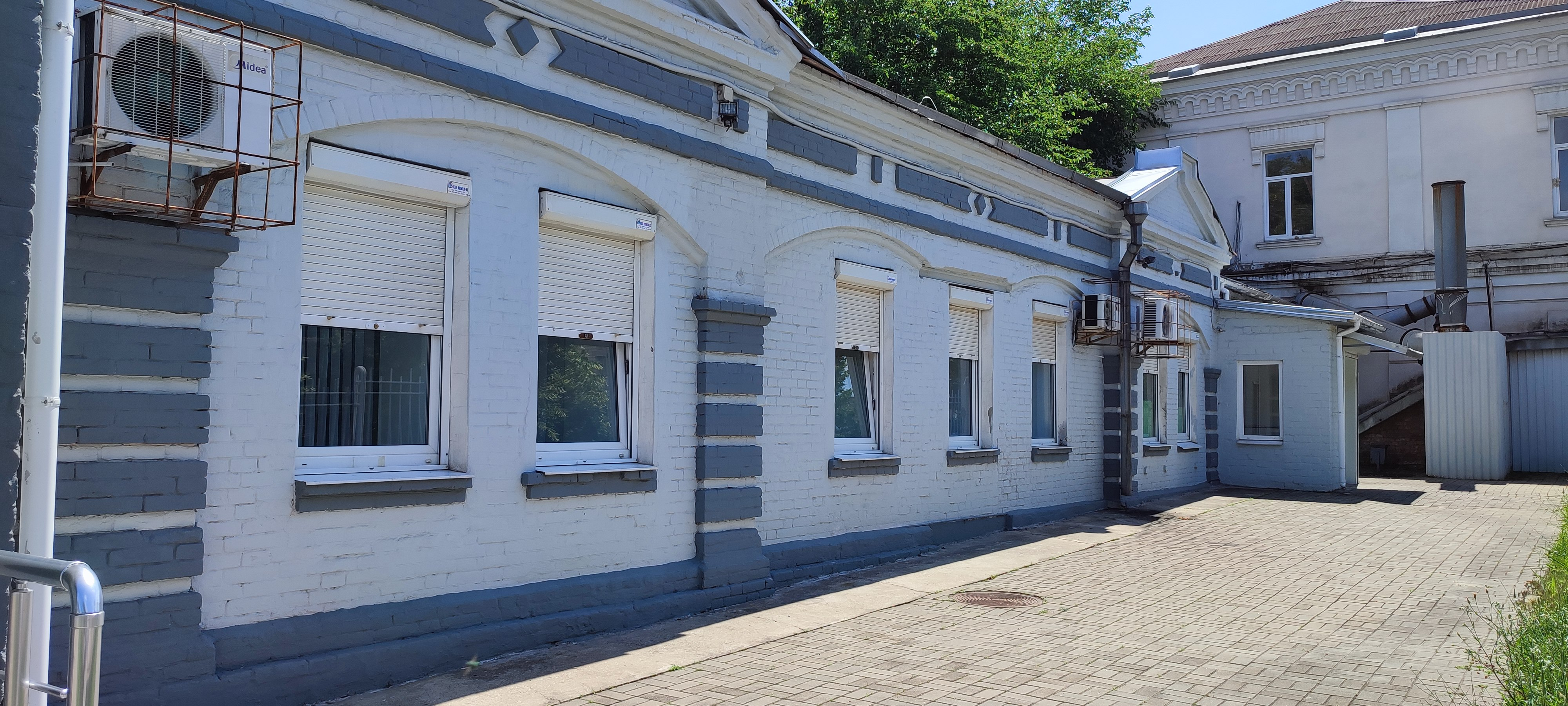
Особняк И. Леппа
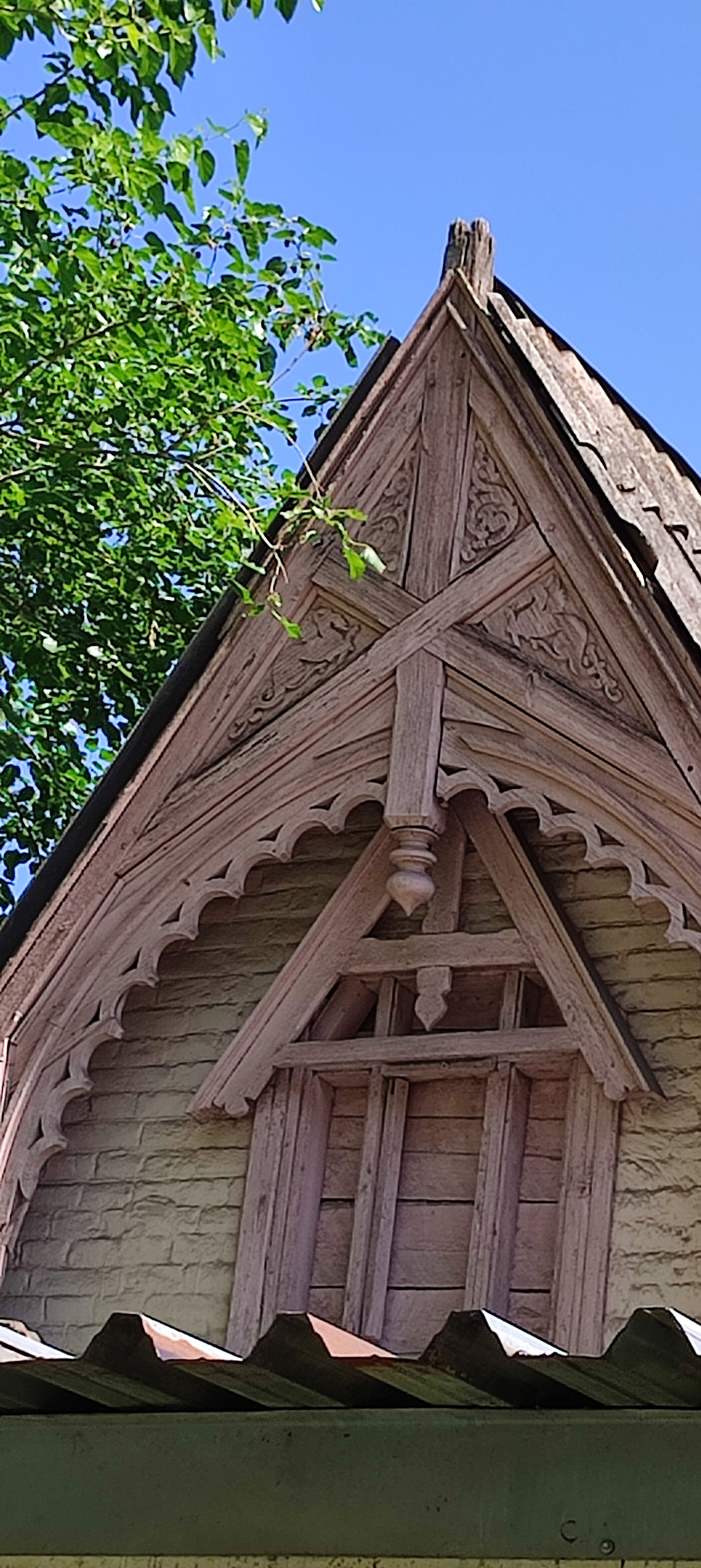
Оформление особняка Ю. Сименса
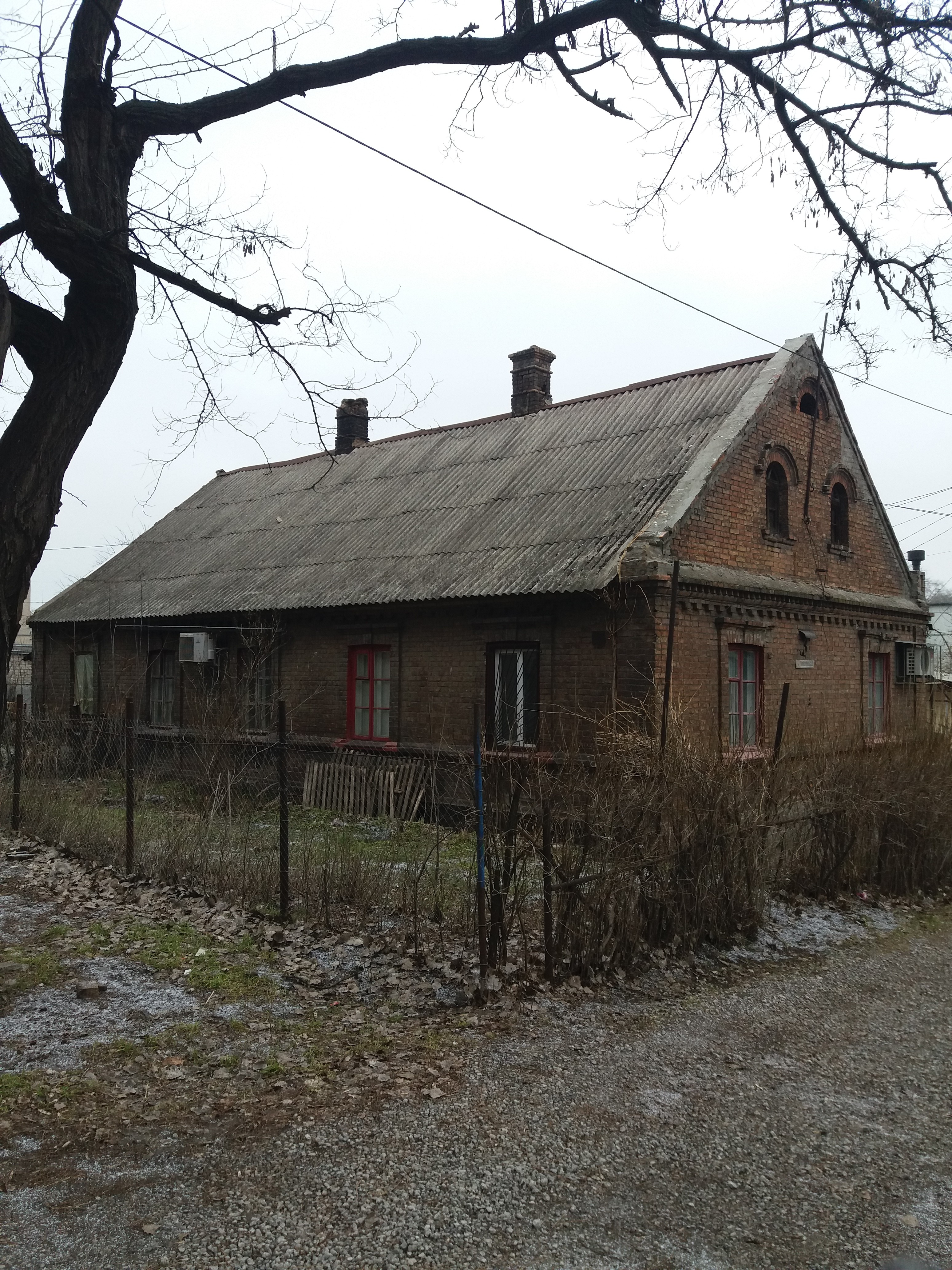
Дом Гелены Нибур
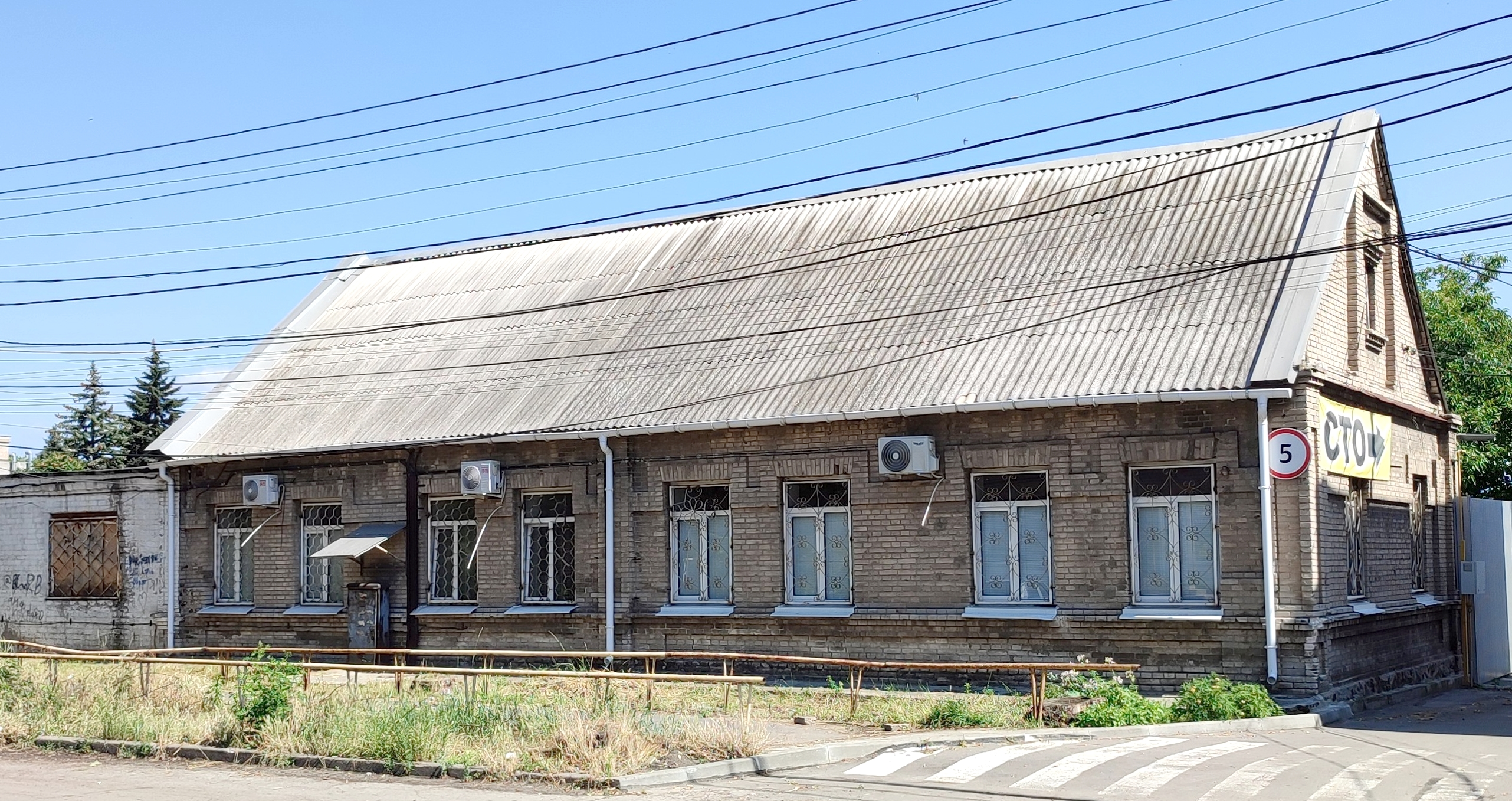
Дом Г. Янцена
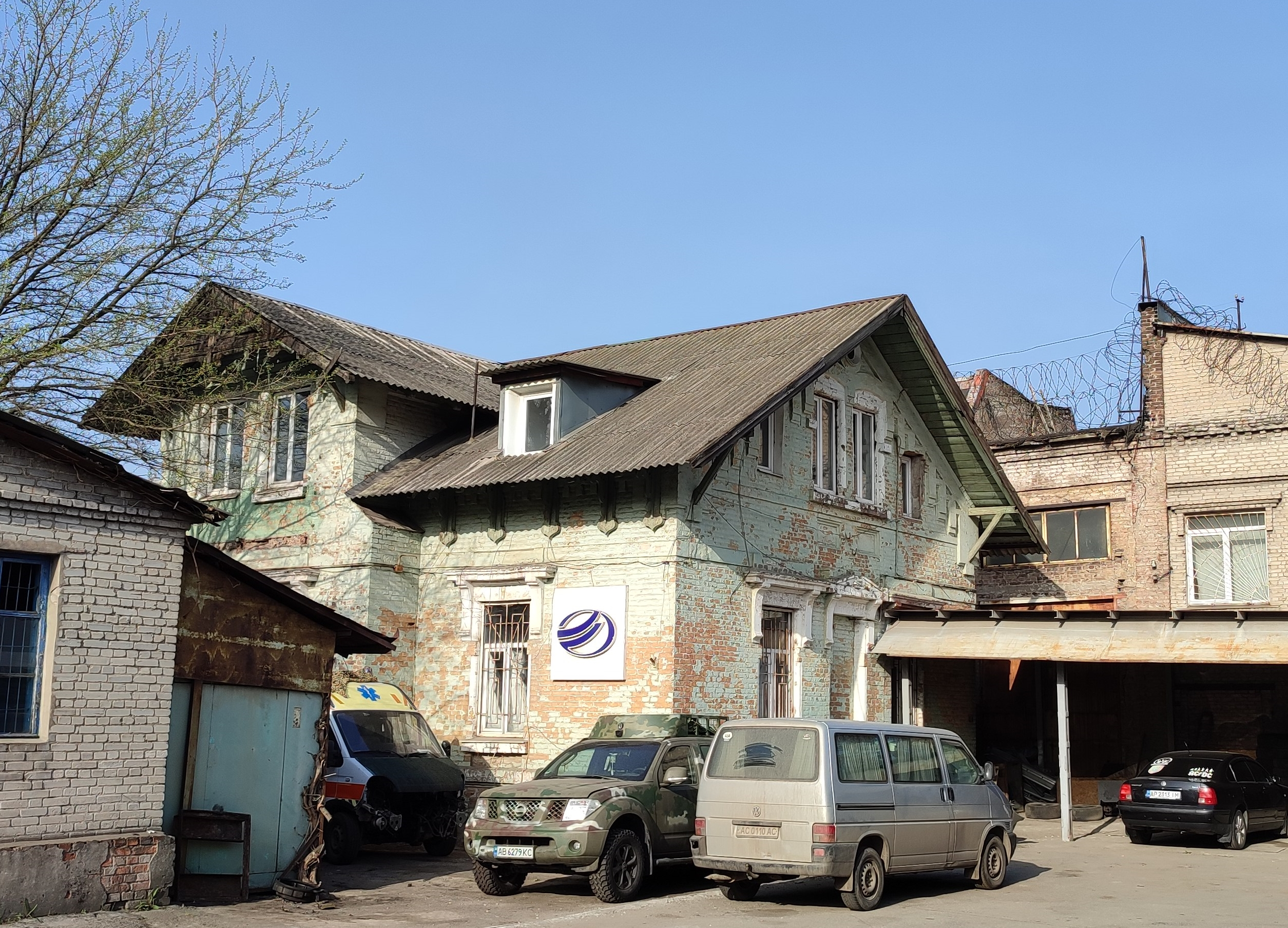
Дом Я. Дика
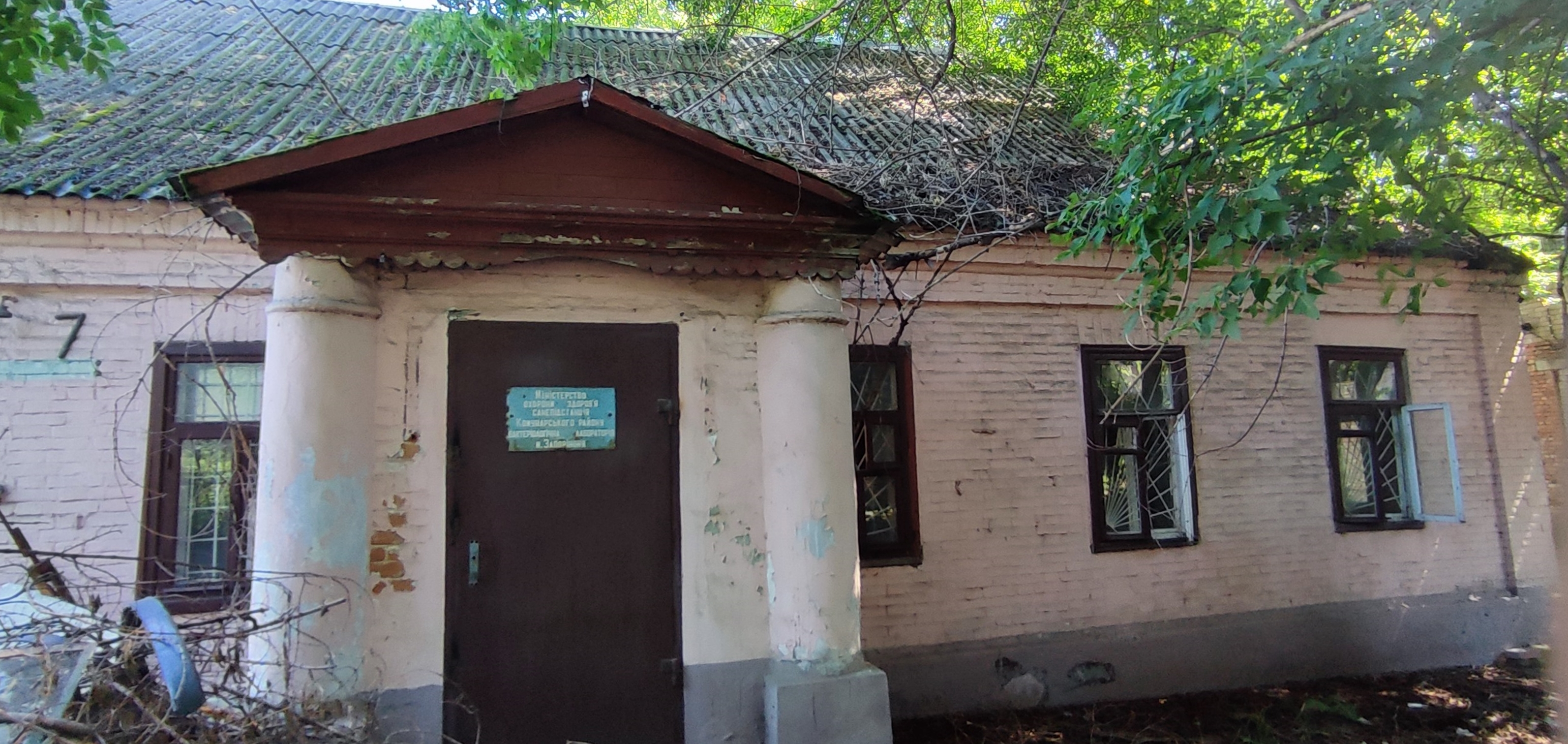
Дом П. Нейфельда
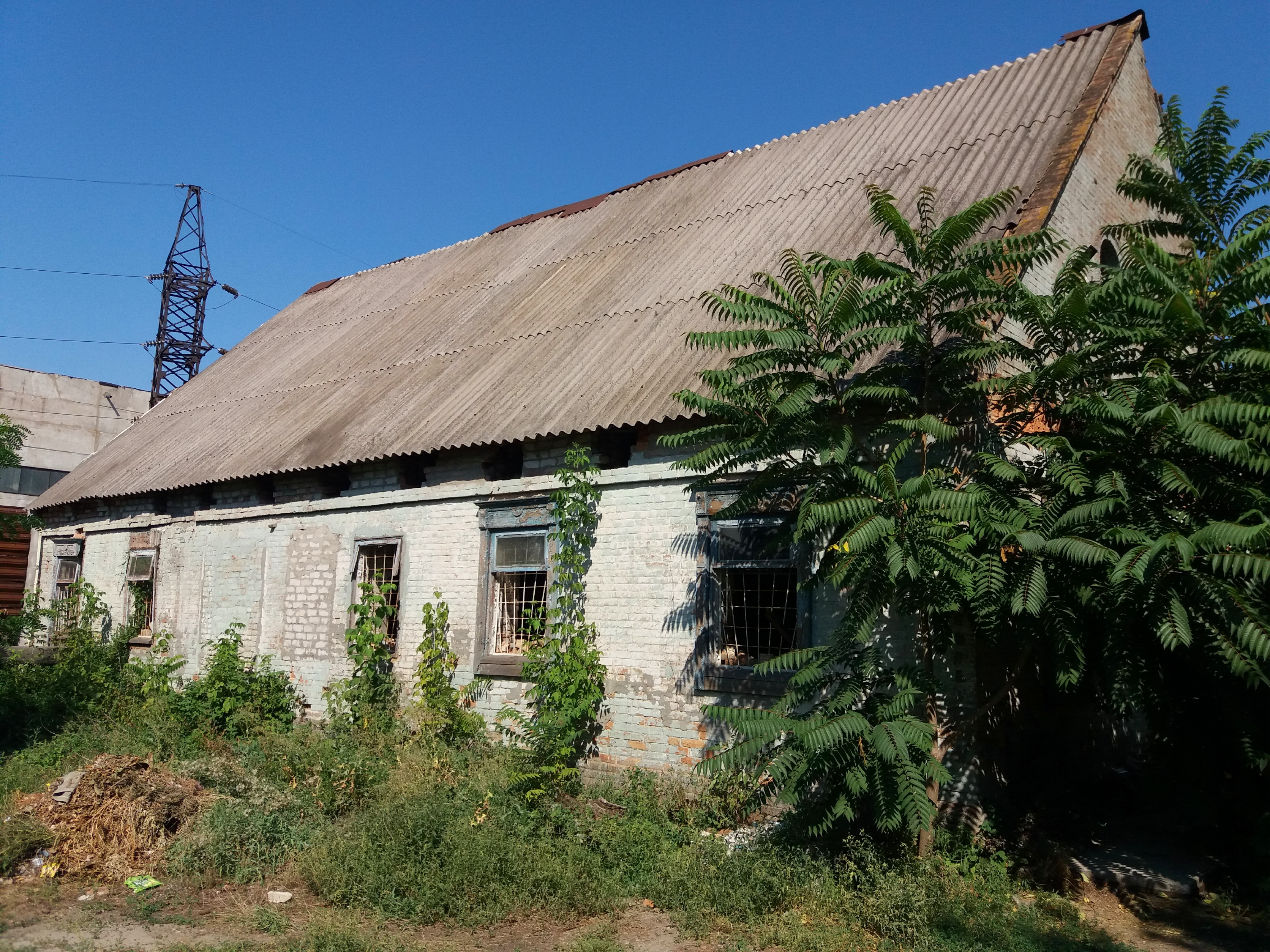
Дом на ул. Шенвизской
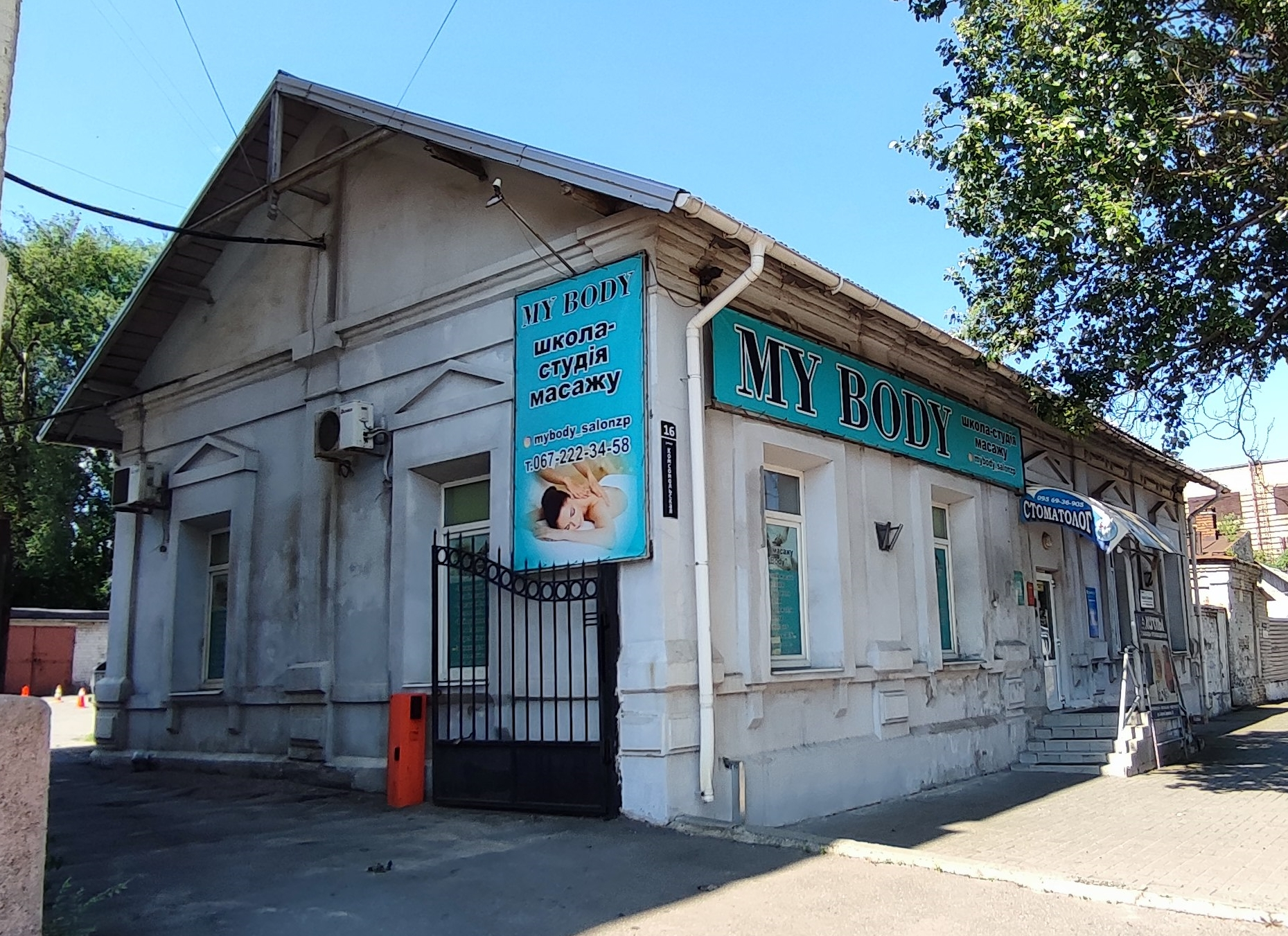
Кирха